# Principauté de Hohenzollern-Sigmaringen
Pour les articles homonymes, voir Hohenzollern-Sigmaringen.
1576–1849
Entités précédentes :
- Comté de Zollern ( Saint-Empire romain germanique)

Entités suivantes :
- Province de Hohenzollern ( (Royaume de Prusse)

La principauté de Hohenzollern-Sigmaringen (en allemand : Fürstentum Hohenzollern-Sigmaringen) était une principauté allemande qui fut membre du Saint-Empire romain germanique, puis de la confédération du Rhin, et enfin de la Confédération germanique. Sa capitale était la ville de Sigmaringen.

## Histoire
La principauté fut fondée en 1576, lors du partage du comté de Zollern à la mort du comte Charles Ier entre ses fils :
- Charles reçut le comté de Sigmaringen,
- Eitel-Frédéric  reçut le comté de Hechingen,
- Christophe reçut le comté de Hohenzollern-Haigerloch.

En 1623, le comté fut érigé en principauté.
Le 23 novembre 1767, le comte de Hohenzollern-Haigerloch, François-Christophe-Antoine de Hohenzollern-Sigmaringen meurt. Le comté est incorporé à la principauté.
Par le recès du 25 février 1803, la principauté reçoit :
- La seigneurie de Glatt[1], sur le Necker, territoire de l'abbaye de Muri enclavé dans le comté inférieur de Hohenberg ;
- Le couvent d'Inzigkofen, alors immédiat ;
- Les couvents de Klosterbeuern et de Holzhein, dans le pays d'Augsbourg.

Les princes avaient aussi des droits féodaux dans les seigneuries de Duixmuide, Bergh, Gendringen, Elten, Wisch, Pannerden et Mühlingen ainsi que des domaines en Belgique. Le 9 février 1801, au traité de Lunéville, la France acquiert les pays et domaines du Saint-Empire situés sur la rive gauche du Rhin.
Par le traité de Paris du 12 juillet 1806, la principauté devient un État souverain et entre dans la confédération du Rhin. La principauté s'accroît :
- Par la réunion :
  - Des seigneuries d'Achberg (Deutschordensherrschaft Achberg) et Hohenfels (Deutschordensherrschaft Hohenfels), dépendantes de la commanderie d'Altshausen (Deutschordenskommende Altshausen) ;
  - Des couvents de Wald (Zisterzienserinnenkloster Wald) et Habsthal[5] (Dominikanerinnenkloster Habsthal) ;
  - Des seigneuries de Gammertingen et Hettingen, terres équestres des barons de Speth ;
- Par la médiatisation :
  - Des seigneuries de Trochtelfingen et Jungnau[6] ainsi que de la partie de la seigneurie de Messkirch située à la gauche du Danube, possessions des princes de Furstenberg ;
  - De la seigneurie de Strassberg[7] et du bailliage d'Ostrach, possessions des princes de Tour et Taxis.

Par le traité de Berlin du 7 décembre 1849, les princes cèdent leurs principautés au roi de Prusse, Frédéric-Guillaume IV. Le 20 février 1850, les ratifications sont échangées. Le 12 mars 1850, Frédéric-Guillaume IV en prend possession. 
Elle fut donc jusqu'en 1849, le fief de la famille des Hohenzollern-Sigmaringen (restée catholique, à la différence des Hohenzollern réformés du Brandebourg), date à laquelle le prince Charles Antoine de Hohenzollern-Sigmaringen fut contraint de céder sa principauté à son cousin lointain le roi de Prusse Frédéric-Guillaume IV de Prusse, qui l'intégra au royaume de Prusse. L'année suivante, elle fut regroupée avec la principauté de Hohenzollern-Hechingen pour former la province de Hohenzollern.

## Territoire
La principauté comprenait des territoires médiatisés des princes de Fürstenberg et des princes de la Tour et Taxis ainsi qu'un domaine du baron de Speth-Untermarchtal.

## Comte et princes
- 1576 - 8 avril 1606 : Charles II
- 8 avril 1606 - 22 mars 1638 : Jean
- 22 mars 1638 - 30 janvier 1681 : Meinrad Ier
- 30 janvier 1681 - 13 août 1689 : Maximilien Ier
- 13 août 1689 - 20 octobre 1715 : Meinrad II Charles Antoine
- 20 octobre 1715 - 8 décembre 1769 : Joseph Frédéric Ernest
- 8 décembre 1769 - 20 décembre 1785 : Charles Frédéric
- 20 décembre 1785 - 17 octobre 1831 : Antoine Aloys
- 17 octobre 1831 - 1848 : Charles
- 27 août 1848 - 7 décembre 1849 : Charles Antoine